# Box-office France 1977
Cet article traite du box-office cinéma de 1977 en France.
Cette année, 136 films sortent sur les écrans. La fréquentation baisse à 769 466 entrées en moyenne par rapport à l'année précédente.
L'année 1977 est marquée par plusieurs événements :
- La sortie de La Guerre des étoiles de George Lucas renouvelant le genre de la science-fiction au cinéma.
- La sortie du film Les Aventures de Bernard et Bianca de Walt Disney Productions qui dépasse La Guerre des étoiles en tête du box-office.

Les Aventures de Bernard et Bianca s'affirme comme le champion de l'année. Le dessin animé marque l'arrivée de la nouvelle génération d'animateurs des studios Disney. Ce fut le dernier film d'animation Disney à être numéro un du box-office français avant Le Roi lion en 1994.

## Les films à succès

### Le triomphe deBernard et Bianca
L'année 1977 voit l'arrivée de deux nouvelles souris des studios Disney, Bernard et Bianca !
Un film d'animation des studios Disney n'a jamais finit premier du box-office à sa première sortie en France depuis Cendrillon.
Le grand classique de Walt Disney, Peter Pan qui ressort en salles cette année-là attire 1,5 million de spectateurs et la ressortie de Mary Poppins atteint la barre de 3 millions d'entrées.
Les Aventures de Bernard et Bianca sort durant les fêtes de fin d'année et réalise le meilleur score de démarrage avec 516 696 entrées. Durant la semaine du 21 au 27 décembre, le film réalise un record de fréquentation avec 715 730 spectateurs.
Les Aventures de Bernard et Bianca reste au premier rang du box-office pendant 6 semaines jusqu'au 10 janvier 1978 pour atteindre la barre de 3 millions d'entrées, un record pour un film d'animation Disney.
Preuve de l'attente du public au retour d'un film d'animation Disney avec sentiment et émotion dans la lignée de Blanche-Neige et les Sept Nains et à la foulée du 50e anniversaire de Mickey Mouse, Les Aventures de Bernard et Bianca finit numéro un du box-office en France de l'année 1977 avec plus de 5,2 millions d'entrées. Le film réalise 2 millions d'entrées à sa ressortie en 1987 et totalise plus de 7,2 millions d'entrées.
Les Aventures de Bernard et Bianca fut le dernier film d'animation des studios Disney numéro un du box-office français avant Le Roi lion en 1994.

### Les films français
L'Animal, un film de Claude Zidi avec Jean-Paul Belmondo, totalise plus de 3 millions d'entrées et est le film français ayant eu le plus d'entrées en 1977.
Diabolo menthe a rassemblé 3 millions de spectateurs et Nous irons tous au paradis atteint et dépasse 2 millions d'entrées.
De très nombreuses comédies ont dépassé le million d'entrées (Arrête ton char... bidasse !, La Septième Compagnie au clair de lune)

### Les films étrangers
L'Espion qui m'aimait, le nouveau film de la saga James Bond avec Roger Moore dépasse 3,5 millions d'entrées.
La Guerre des étoiles, le film à grand succès de George Lucas fait un bon démarrage avec 566 703 entrées et reste en tête du box-office pendant 3 semaines et totalise 3 810 000 entrées avant d'être dépassé par le film d'animation Les Aventures de Bernard et Bianca avec 5 219 476 entrées, à la grande surprise du box-office.

## Les millionnaires
Par pays d'origine des films (Pays producteur principal)
- France : 16 films
- États-Unis : 8 films
- Italie : 5 films
- Royaume-Uni : 3 films
- Total : 32 films

| Classement | Titre                                  | Pays                  | Réalisateur                                        | Box-office France |
| ---------- | -------------------------------------- | --------------------- | -------------------------------------------------- | ----------------- |
| 1.         | Les Aventures de Bernard et Bianca     | États-Unis d'Amérique | Wolfgang Reitherman / John Lounsbery / Art Stevens | 7 219 476 entrées |
| 2.         | La Guerre des étoiles                  | États-Unis d'Amérique | George Lucas                                       | 6 449 614 entrées |
| 3.         | L'Espion qui m'aimait                  |                       | Lewis Gilbert                                      | 3 500 993 entrées |
| 4.         | Deux Super-flics                       |                       | E. B. Clucher                                      | 3 433 101 entrées |
| 5.         | L'Animal                               |                       | Claude Zidi                                        | 3 157 789 entrées |
| 6.         | Diabolo menthe                         | Diane Kurys           | 3 013 638 entrées                                  |                   |
| 7.         | Lâche-moi les baskets                  | États-Unis d'Amérique | Joseph Ruben                                       | 2 998 211 entrées |
| 8.         | Nous irons tous au paradis             |                       | Yves Robert                                        | 2 080 789 entrées |
| 9.         | La Vie devant soi                      | Moshé Mizrahi         | 1 977 455 entrées                                  |                   |
| 10.        | Arrête ton char... bidasse !           | Michel Gérard         | 1 907 513 entrées                                  |                   |
| 11.        | Mort d'un pourri                       | Georges Lautner       | 1 854 317 entrées                                  |                   |
| 12.        | La Septième Compagnie au clair de lune | Robert Lamoureux      | 1 792 134 entrées                                  |                   |
| 13.        | Le Juge Fayard dit « le Shériff »      | Yves Boisset          | 1 758 456 entrées                                  |                   |
|            | Peter Pan (rep)                        |                       | Clyde Geronimi / Wilfred Jackson / Hamilton Luske  | 1 500 000 entrées |
| 14.        | La Bataille de Midway                  | Jack Smight           | 1 481 046 entrées                                  |                   |
| 15.        | Un taxi mauve                          |                       | Yves Boisset                                       | 1 464 472 entrées |
| 16.        | Orca                                   |                       | Michael Anderson                                   | 1 439 286 entrées |
| 17.        | Bilitis                                |                       | David Hamilton                                     | 1 437 155 entrées |
| 18.        | Transamerica Express                   | États-Unis d'Amérique | Arthur Hiller                                      | 1 351 211 entrées |
| 19.        | La Menace                              |                       | Alain Corneau                                      | 1 346 966 entrées |
| 20.        | Annie Hall                             | États-Unis d'Amérique | Woody Allen                                        | 1 344 539 entrées |
| 21.        | Carrie au bal du diable                | États-Unis d'Amérique | Brian De Palma                                     | 1 290 685 entrées |
| 22.        | Un pont trop loin                      | États-Unis d'Amérique | Richard Attenborough                               | 1 224 055 entrées |
| 23.        | Le Crabe-Tambour                       |                       | Pierre Schoendoerffer                              | 1 210 796 entrées |
| 24.        | Le Gang                                |                       | Jacques Deray                                      | 1 190 355 entrées |
| 25.        | La Toubib du régiment                  |                       | Nando Cicero                                       | 1 163 175 entrées |
| 26.        | Madame Claude                          |                       | Just Jaeckin                                       | 1 142 455 entrées |
| 27.        | La Dentellière                         |                       | Claude Goretta                                     | 1 125 216 entrées |
| 28.        | À nous les lycéennes                   |                       | Michele Massimo Tarantini                          | 1 093 637 entrées |
| 29.        | Quand la Panthère rose s'emmêle        |                       | Blake Edwards                                      | 1 072 500 entrées |
| 30.        | Une journée particulière               |                       | Ettore Scola                                       | 1 058 607 entrées |
| 31.        | Le Passé simple                        |                       | Michel Drach                                       | 1 053 081 entrées |
| 32.        | Padre padrone                          |                       | Paolo Taviani / Vittorio Taviani                   | 1 001 561 entrées |

## Les records par semaine
| Semaines    | Titre                              | Pays                                               | Réalisateur                                        | Entrées |
| ----------- | ---------------------------------- | -------------------------------------------------- | -------------------------------------------------- | ------- |
| 1re semaine | Les Aventures de Bernard et Bianca |                                                    | Wolfgang Reitherman / John Lounsbery / Art Stevens | 715 730 |
| 2e semaine  | La Guerre des étoiles              | George Lucas                                       | 566 703                                            |         |
| 3e semaine  | Les Aventures de Bernard et Bianca | Wolfgang Reitherman / John Lounsbery / Art Stevens | 531 980                                            |         |
| 4e semaine  | Les Aventures de Bernard et Bianca | Wolfgang Reitherman / John Lounsbery / Art Stevens | 516 696                                            |         |
| 5e semaine  | Les Aventures de Bernard et Bianca | Wolfgang Reitherman / John Lounsbery / Art Stevens | 511 096                                            |         |
| 6e semaine  | L'Animal                           |                                                    | Claude Zidi                                        | 449 215 |
| 7e semaine  | Les Aventures de Bernard et Bianca |                                                    | Wolfgang Reitherman / John Lounsbery / Art Stevens | 433 474 |
| 8e semaine  | L'Animal                           |                                                    | Claude Zidi                                        | 372 156 |
| 9e semaine  | King Kong                          |                                                    | John Guillermin                                    | 360 974 |
| 10e semaine | King Kong                          | 342 992                                            | John Guillermin                                    |         |

## Box-office par semaine
| #  | Semaine                           | Film no 1                           | Pays            | Entrées         |
| -- | --------------------------------- | ----------------------------------- | --------------- | --------------- |
| 1  | 1er janvier au 4 janvier 1977     | King Kong                           |                 | 342 992 entrées |
| 2  | 5 janvier au 11 janvier 1977      | King Kong                           | 360 974 entrées |                 |
| 3  | 12 janvier au 18 janvier 1977     | King Kong                           | 284 678 entrées |                 |
| 4  | 19 janvier au 25 janvier 1977     | King Kong                           | 238 316 entrées |                 |
| 5  | 26 janvier au 1er février 1977    | Le Gang                             |                 | 237 251 entrées |
| 6  | 2 février au 8 février 1977       | Le Gang                             | 182 956 entrées |                 |
| 7  | 9 février au 15 février 1977      | King Kong                           |                 | 170 401 entrées |
| 8  | 16 février au 22 février 1977     | Lâche-moi les baskets               | 173 671 entrées |                 |
| 9  | 23 février au 1er mars 1977       | La Bataille de Midway               | 191 290 entrées |                 |
| 10 | 2 mars au 8 mars 1977             | Lâche-moi les baskets               | 121 510 entrées |                 |
| 11 | 9 mars au 15 mars 1977            | Lâche-moi les baskets               | 136 685 entrées |                 |
| 12 | 16 mars au 22 mars 1977           | Lâche-moi les baskets               | 122 768 entrées |                 |
| 13 | 23 mars au 29 mars 1977           | Peter Pan (reprise)                 | 217 638 entrées |                 |
| 14 | 30 mars au 5 avril 1977           | Peter Pan (reprise)                 | 297 844 entrées |                 |
| 15 | 6 avril au 12 avril 1977          | Peter Pan (reprise)                 | 237 617 entrées |                 |
| 16 | 13 avril au 19 avril 1977         | Violette et François                |                 | 106 063 entrées |
| 17 | 20 avril au 26 avril 1977         | Carrie au bal du diable             |                 | 107 188 entrées |
| 18 | 27 avril au 3 mai 1977            | Carrie au bal du diable             | 126 357 entrées |                 |
| 19 | 4 mai au 10 mai 1977              | L'Homme qui aimait les femmes       |                 | 150 693 entrées |
| 20 | 11 mai au 17 mai 1977             | L'Homme qui aimait les femmes       | 117 946 entrées |                 |
| 21 | 18 mai au 24 mai 1977             | Le Fantôme de Barbe-Noire (reprise) |                 | 178 986 entrées |
| 22 | 25 mai au 31 mai 1977             | Madame Claude                       |                 | 97 870 entrées  |
| 23 | 1er juin au 7 juin 1977           | Un taxi mauve                       |                 | 92 407 entrées  |
| 24 | 8 juin au 14 juin 1977            | Un taxi mauve                       | 144 759 entrées |                 |
| 25 | 15 juin au 21 juin 1977           | Un taxi mauve                       | 149 891 entrées |                 |
| 26 | 22 juin au 28 juin 1977           | Un taxi mauve                       | 129 252 entrées |                 |
| 27 | 29 juin au 5 juillet 1977         | Un taxi mauve                       | 85 686 entrées  |                 |
| 28 | 6 juillet au 12 juillet 1977      | Un taxi mauve                       | 76 387 entrées  |                 |
| 29 | 13 juillet au 19 juillet 1977     | L'Île du docteur Moreau             |                 | 92 590 entrées  |
| 30 | 20 juillet au 26 juillet 1977     | Un taxi mauve                       |                 | 67 838 entrées  |
| 31 | 27 juillet au 2 août 1977         | Un taxi mauve                       | 67 902 entrées  |                 |
| 32 | 3 août au 9 août 1977             | Un taxi mauve                       | 51 111 entrées  |                 |
| 33 | 10 août au 16 août 1977           | L'Homme pressé                      |                 | 96 892 entrées  |
| 34 | 17 août au 23 août 1977           | L'Homme pressé                      | 101 027 entrées |                 |
| 35 | 24 août au 30 août 1977           | Un pont trop loin                   |                 | 309 968 entrées |
| 36 | 31 août au 6 septembre 1977       | Un pont trop loin                   | 191 175 entrées |                 |
| 37 | 7 septembre au 13 septembre 1977  | Un pont trop loin                   | 144 165 entrées |                 |
| 38 | 14 septembre au 20 septembre 1977 | Un pont trop loin                   | 105 026 entrées |                 |
| 39 | 21 septembre au 27 septembre 1977 | Les Grands Fonds                    |                 | 270 521 entrées |
| 40 | 28 septembre au 4 octobre 1977    | La Menace                           |                 | 184 088 entrées |
| 41 | 5 octobre au 11 octobre 1977      | L'Animal                            |                 | 222 807 entrées |
| 42 | 12 octobre au 18 octobre 1977     | L'Animal                            | 372 156 entrées |                 |
| 43 | 19 octobre au 25 octobre 1977     | L'Animal                            | 449 215 entrées |                 |
| 44 | 26 octobre au 1er novembre 1977   | La Guerre des étoiles               |                 | 566 703 entrées |
| 45 | 2 novembre au 8 novembre 1977     | La Guerre des étoiles               | 332 457 entrées |                 |
| 46 | 9 novembre au 15 novembre 1977    | La Guerre des étoiles               | 317 251 entrées |                 |
| 47 | 16 novembre au 22 novembre 1977   | Nous irons tous au paradis          |                 | 272 516 entrées |
| 48 | 23 novembre au 29 novembre 1977   | Nous irons tous au paradis          | 259 611 entrées |                 |
| 49 | 30 novembre au 6 décembre 1977    | Les Aventures de Bernard et Bianca  |                 | 516 696 entrées |
| 50 | 7 décembre au 13 décembre 1977    | Les Aventures de Bernard et Bianca  | 531 980 entrées |                 |
| 51 | 14 décembre au 20 décembre 1977   | Les Aventures de Bernard et Bianca  | 433 474 entrées |                 |
| 52 | 21 décembre au 27 décembre 1977   | Les Aventures de Bernard et Bianca  | 715 730 entrées |                 |
| 53 | 28 décembre au 31 décembre 1977   | Les Aventures de Bernard et Bianca  | 511 096 entrées |                 |